# مركز الأمير محمد بن سلمان العالمي للخط العربي
مركز الأمير محمد بن سلمان العالمي للخط العربي (دار القلم)، هو مركز سعودي عالمي لتعليم الخط العربي مقره في المدينة المنورة. افتتح في العام 2013م تحت اسم مركز دار القلم، وفي أبريل 2020 صدرت الموافقة السامية على إطلاق اسم ولي العهد الأمير محمد بن سلمان عليه بناء على طلب وزير الثقافة الأمير بدر بن عبد الله، وتتولى وزارة الثقافة مهمة الإشراف على المركز بالتنسيق مع دارة الملك عبد العزيز.

## مكونات المركز
يحتوي المركز على متحف ومعرض ومعهد للخط العربي، كما يتضمن ملتقىً للخطاطين العرب والمسلمين.

## الاستراتيجية
تهدف إستراتيجية المركز التي أطلقت في ديسمبر 2021، إلى تحويله لمنصة عالمية للخط والخطاطين دولياً، وتخدم الخط العربي بوصفه وسيلة تواصل عالمية عابرة للثقافات في مجال التراث والفنون والعمارة والتصميم، إلى جانب احتضان المواهب وتنمية المعارف في مجالات الخط العربي.
وحددت الاستراتيجية “رؤية” مركز الأمير محمد بن سلمان العالمي للخط العربي (دار القلم)، في “الارتقاء بالخط العربي بصفته وسيلة تواصل عالمية عابرة للثقافات في مجال التراث والفنون والعمارة والتصميم، مع تعزيز مكانة المملكة وتأثيرها في حفظه وتطويره”.
فيما تمثلت رسالة المركز في “ترسيخ مكانة المركز مرجعاً عالمياً يُعنى بحماية إرث الخط العربي، وذلك باحتضان المواهب وتنمية المعارف، وتطوير الآفاق الإبداعية، وتشجيع المشاركة المجتمعية في مجال الخط العربي”.
كما حددت إستراتيجية المركز التحديات الرئيسية التي يواجهها الخط العربي، وخرجت بخمسة محاور تتمثل في “المعرفة والتطوير”، و”تنمية المهارات”، و”المشاركة المجتمعية”، و”الأعمال والفرص”، و”الابتكار”، ويندرج تحت هذه المحاور عشرة برامج رئيسية بخطط تنفيذية ومعالم مفصلة، يسعى المركز من خلالها لأن يصبح منصة ترسيخ عالمية لدعم الخط العربي وفنونه المتعددة.
وتتمثل هذه البرامج في: وحدة البحث والأرشفة المتخصصة في محاور متعلقة بالخط العربي، ووحدة تطوير المعايير المتعلقة بالخط العربي، وبرنامج تعلم الخط العربي، ومِنح «دار القلم» للدراسات والأبحاث، ومتحف الخط العربي الدائم والمعارض المصاحبة والمتنقلة، وبرنامج الأنشطة المجتمعية ذات الصلة بالخط العربي، والجمعية الدولية للخط العربي، وملتقى ومقرّ أعمال «دار القلم» للخطّاطين في المدينة المنورة، وحاضنة للأعمال المرتبطة بالخط العربي، ووحدة الابتكار والتكنولوجيا في مجال الخط العربي.